# Cardoso en Gulevandia
Cardoso en Gulevandia es el octavo álbum del conjunto argentino de instrumentos informales Les Luthiers, lanzado en 1991.
La grabación del disco, al igual que los trabajos en estudio anteriores del grupo, tuvo lugar en los Estudios Ion de la ciudad de Buenos Aires, durante el mes de octubre de 1991. El nombre del álbum, lanzado por el sello Ariola-BMG, proviene de la obra homónima del grupo, la ópera bilingüe Cardoso en Gulevandia, en la cual surge el idioma creado por el conjunto, el gulevache. A partir de la edición de este disco el grupo decide, mayormente, dejar de lado las grabaciones discográficas, para comenzar a comercializar sus espectáculos en formato video; no obstante, editarían el doble CD Les Luthiers en vivos en 2007.
Los cantantes solistas de Cardoso en Gulevandia son: 
- Gabriel Renaud: Cardoso (Tenor)
- Lia Ferenese: Creolina (Soprano)
- Víctor Torres: Padre de Creolina (Barítono)

Este CD, también lanzado en España en 1992, no obtuvo mucha difusión, actualmente se encuentra descatalogado.

## Lista de canciones
1. Iniciación a las artes marciales (música lejanamente oriental)
2. Sólo necesitamos (canción ecológica)
3. Una canción regia (canon escandaloso)
4. Añoralgias (zamba catástrofe)
5. Romance del joven conde, la sirena y el pájaro cucú... y la oveja (romance onomatopéyico)[1]
6. Cardoso en Gulevandia (ópera bilingüe)